# Gadomiec-Miłocięta
Gadomiec-Miłocięta (prononciation : [ɡaˈdɔmjɛt͡s miwɔˈt͡ɕɛnta]) est un village polonais de la gmina de Chorzele dans le powiat de Przasnysz de la voïvodie de Mazovie dans le centre-est de la Pologne.

## Histoire
De 1975 à 1998, le village appartenait administrativement à la voïvodie d'Ostrołęka.